# Nikolaus Dumba
Nikolaus Dumba (gr. Νικόλαος Δούμπας) (ur. 24 czerwca 1830 w Wiedniu, zm. 23 marca 1900 w Budapeszcie) – austriacki przedsiębiorca i polityk liberalny pochodzenia greckiego, mecenas i kolekcjoner sztuki.

## Życiorys
Syn przedsiębiorcy Steriona Dumby (1794–1870), który przybył do Wiednia z Macedonii i otworzył wraz z bratem Michaelem przedsiębiorstwo handlowe sprowadzające macedońską bawełnę do Austrii i zaopatrujące Turcję w cukier. Sterion był m.in. właścicielem przędzalni bawełny w Tattendorfie i sprawował funkcję osmańskiego konsula generalnego.
Nikolaus kształcił się w Akademisches Gymnasium w Wiedniu. Następnie poświęcił się profesji kupieckiej i karierze politycznej. Wspólnie z bratem Michaelem (1828–1894) był właścicielem przedsiębiorstwa rodzinnego.
W latach 1870–96 był członkiem Sejmu Krajowego Dolnej Austrii a także posłem do Rady Państwa V kadencji (4 listopada 1873 – 22 maja 1879) i VI kadencji (7 października 1879 – 23 kwietnia 1885). Jego syn Konstantin Dumba (1856–1947) był dyplomatą austriackim, ostatnim ambasadorem Austro-Węgier w USA.
Dumba był zaangażowanym mecenasem i kolekcjonerem sztuki. Wraz z rzeźbiarzem Casparem Zumbuschem (1830–1915) przyczynił się do postawienia pomnika arcyksięcia Albrechta w jego obecnej lokalizacji. Wspierał z sukcesem budowę pomników kompozytorów, m.in. Beethovena, Brahmsa, Mozarta, Schuberta i innych osobistości Makarta, Radetzky'ego, Raimunda. Sam przyjaźnił się z Brahmsem, Karolem Goldmarkiem i Johannem Straussem. Jemu Strauss zadedykował walc Nad pięknym modrym Dunajem. W latach 1865–72 Dumba był przewodniczącym Wiedeńskiego Męskiego Towarzystwa Śpiewaczego i angażował się w powstanie orkiestry nowej filharmonii.
Pasjonował się twórczością Schubertem – sam był uznanym wykonawcą pieśni Schuberta, kolekcjonował „Schubertiana”. Zapisem testamentowym partytury symfoniczne Schuberta podarował Towarzystwu Przyjaciół Muzyki w Wiedniu (niem. Gesellschaft der Musikfreunde in Wien) a oryginały zapisów nutowych (198) wiedeńskiej Bibliotece Miejskiej.
Był honorowym członkiem wiedeńskiej Akademii Sztuk Pięknych i Stowarzyszenia Artystów Sztuk Pięknych, członkiem ministerialnej rady ds. kultury i sztuki. Pełnił funkcje m.in. kuratora Muzeum Sztuki Użytkowej, przewodniczącego Stowarzyszenia Sztuki i wiceprzewodniczącego Stowarzyszenia Muzycznego i Wiedeńskiego Męskiego Towarzystwa Śpiewaczego. Wspierał Hansa Makarta (1840–1884), Gustava Klimta (1862–1918), Caspara Zumbuscha (1830–1915), Rudolfa Weyra (1847–1914) i Carla Kundmanna (1838–1919).
W 1890 roku miasto Wiedeń nadało mu tytuł honorowego obywatela miasta. Pochowany na Cmentarzu Centralnym w Wiedniu

### Pałac Dumby

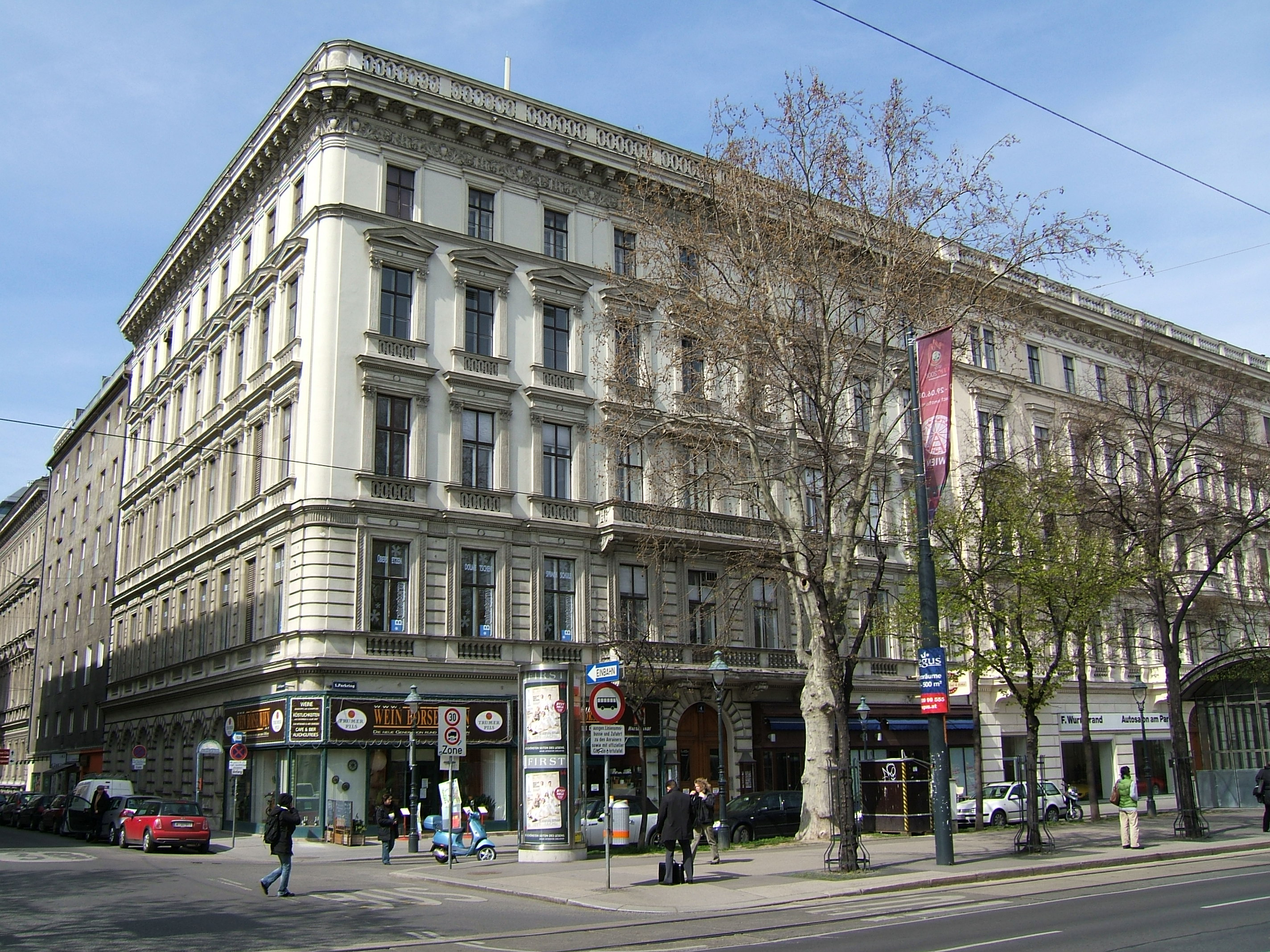
Pałac Dumby, 2008

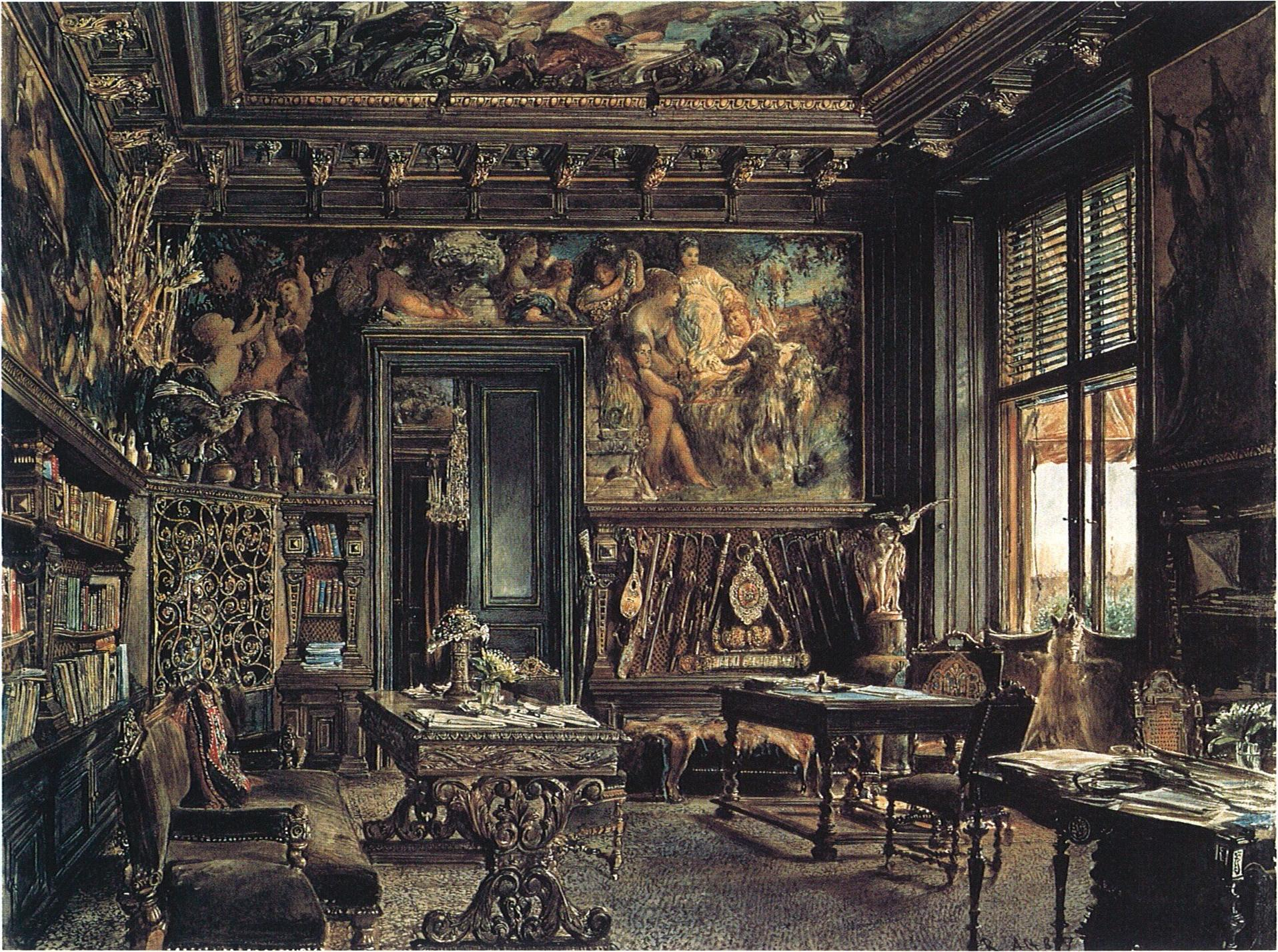
Biblioteka Dumby, obraz Rudolfa von Alta, 187

W latach 1865–66 Sterion Dumba wybudował w centrum Wiednia przy Ringu neorenesansowy pałac (niem. Palais Dumba) projektu duetu architektonicznego: Johann Romano von Ringe (1818–1882) i August Schwendenwein (1817–1885).
Nikolaus Dumba zadbał o bogate wyposażenie wnętrz. Pałac zdobiły prace najwybitniejszych artystów okresu m.in. malarzy Hansa Makarta (1840–1884) (np. malowidło sufitowe „Allegorie der Musik” w gabinecie Dumby), Friedricha Schilchera (1811–1881) i Gustava Klimta (1862–1918) (np. obrazy „Musik” i  „Schubert am Klavier” w supraportach pokoju muzycznego). W pałacu znajdowały się również cztery marmurowe hermy dłuta kolejno Edmunda Hellmera (1850–1935), Caspara Zumbuscha (1830–1915), Rudolfa Weyra (1847–1914) i Carla Kundmanna (1838–1919). Większość dzieł sztuki z pałacu Dumby została sprzedana na aukcji w 1937 roku – np. hermy Zumbuscha i Weyra kupił wiedeński Hotel Sacher. Supraporty Klimta spaliły się w pożarze podczas oblężenia Wiednia w 1945 roku.

## Upamiętnienie
W 1900 roku imieniem Dumby nazwano jedną z ulic Wiednia – Dumbastrasse.